# Street trick
Street trick, trick som utförs på skateboard eller med ett par inlines. Street innebär att tricket inte utförs i en ramp, utan direkt på marken eller på någon typ av rail, nerför en trappa etc.